# Lugia aurantiaca
Lugia aurantiaca är en ringmaskart som först beskrevs av Schmarda 1861.  Lugia aurantiaca ingår i släktet Lugia och familjen Phyllodocidae. Inga underarter finns listade i Catalogue of Life.